# 布伦斯托夫
布伦斯托夫是德国石勒苏益格－荷尔斯泰因州的一个市镇。总面积13.76平方公里，总人口614人，其中男性316人，女性298人（2011年12月31日），人口密度45人/平方公里。